# Pont rigide
 (août 2012).
Si vous disposez d'ouvrages ou d'articles de référence ou si vous connaissez des sites web de qualité traitant du thème abordé ici, merci de compléter l'article en donnant les références utiles à sa vérifiabilité et en les liant à la section « Notes et références ».
Un pont-moteur est un système de suspension de véhicule à essieu rigide dans lequel les arbres de transmission, qui transmettent la puissance motrice aux roues, servent à relier celles-ci latéralement de sorte qu'elles tournent en permanence dans le même axe. 

## Description
Un pont-moteur est constitué d'un différentiel, inséré dans un carter unique qui contient aussi les arbres de transmission reliant le différentiel aux roues motrices. Le différentiel est relié au moteur par l'intermédiaire d'un arbre moteur oscillant et d'un joint de cardan. En plus des cardans, certains véhicules emploient également un coupleur flexible constitué d'un empilement de feuilles métalliques souples, également désigné par l'anglicisme « flector ». L'assemblage complet est suspendu par des ressorts hélicoïdaux ou à lames.
Certains ponts-moteurs utilisent des bras oscillants, des bras semi-oscillants, des barres Panhard ou des parallélogrammes de Watt pour contrôler les mouvements verticaux et latéraux de l'essieu. D'autres, en particulier sur les véhicules les plus anciens, utilisent la transmission Hotchkiss (transmission par arbre apparent), dans laquelle les ressorts à lames assurent le maintien de l'essieu aussi bien que la suspension.

### Avantages
Comme pour tout essieu rigide, les avantages du pont moteur sont une relative simplicité, des coûts de fabrication plus bas, un plus faible poids total du véhicule et le fait que l'essieu et le système de suspension engagent moins, voire pas du tout, le volume intérieur. Comme l'assemblage du pont est d'un agencement très simple et rigide, il peut facilement être renforcé et rendu plus robuste, ce qui est un avantage pour les véhicules de forte puissance ou qui sont destinés à un usage rude ou en tout-terrain. 

### Inconvénients
Le principal inconvénient est l'effet négatif sur la qualité de roulement et la tenue de route. Les roues ne peuvent pas bouger de façon indépendante en réaction aux cahots. Bien que la masse globale de la suspension totale soit plus faible, la masse du différentiel et des arbres de transmission fait partie du poids non suspendu du véhicule, si bien que la plus grande masse non suspendue transmet   des efforts plus importants au châssis du véhicule et à ses occupants. À l'inverse, dans un système de suspensions indépendante, le différentiel est fixé de manière rigide au véhicule. La plus faible masse de la suspension permet de mieux absorber les défauts de la chaussée.

## Utilisation
Jusqu'aux années 1980, le pont-moteur a été le système de suspension arrière le plus courant sur les voitures à propulsion aux États-Unis et ailleurs. Il est encore couramment utilisé sur les 4x4, camions et autres poids lourds, du fait de sa robustesse potentielle plus importante.
Actuellement, beaucoup de véhicules de transport de voyageurs sont équipés de suspensions arrière indépendantes du fait d'un meilleur confort et d'une meilleure tenue de route.

Caractéristiques des suspensions à essieux rigides :
modification d'assiette sur cahots, aucune sur rebonds, importante masse non suspendue.